# Chief Keef
Keith Farrelle Cozart (Chicago, Illinois, 15 de agosto de 1995), mais conhecido como Chief Keef, é um rapper e produtor musical americano. Cresceu na área pobre e violenta de Englewood em Chicago, Illinois, nos Estados Unidos, se envolveu na música desde muito cedo, usava um karaoke que a mãe dele tinha e cantava. Em 2011 com apenas 15 anos foi preso, mas respondeu em regime semi-aberto, em quanto estava em casa, no periodo da pena, ele começou a gravar e postar suas músicas na internet, ele rapidamente ganhou reconhecimento principalmente pelo público jovem, mas chamou também atenção da policia, líderes religiosos e pais de adolescentes, que alegam que as músicas de Keef são altamente violentas e inapropriadas. Ficou mais conhecido por ser um dos criadores do estilo "drill" que é um estilo musical derivado do hip hop que é muito conhecido em Chicago.

## Antes Da Fama
Chief Keef nasceu com o nome de Keith Cozart, quando sua mãe tinha apenas 16 anos. Nasceu na pobre e violenta área de Englewood em Chicago, conhecida localmente como O'Block, nunca conheceu seu pai e foi criado somente por sua mãe. Durante sua juventude, Keith frequentou uma escola terapeuta, e depois foi para o ensino médio mas largou os estudos aos 15 anos.

## Carreira
Em 2011 com apenas 16 anos e em regime semi-aberto da prisão, Cozart lançou duas mixtapes com músicas compostas e gravadas por ele mesmo, "The Glory Road" e "Bang" que foram bem recebidas pelos amigos e ouvintes. Em dezembro do mesmo ano, ele deu tiros pro alto e acabou sendo preso pela policia. Mais uma vez ficou em regime semi-aberto e nessa época, postou várias músicas em seu canal do YouTube, postou videoclipes para as músicas "I Don't Like" e "3Hunna". Após o regime semi-aberto terminar o site WorldStarHipHop postou um dos vídeoclipes de Chief Keef o que deu bastante sucesso para o rapper. A música "I Don't Like" se tornou um sucesso em Chicago, o que logo chamou atenção do rapper Kanye West, o rapper Kanye West criou um remix da música junto com os rappers Pusha T, Jadakiss e Big Sean. No verão de 2012 várias gravadoras estavam querendo contratar o jovem Keef, inclusive a CTE Record, mas no final das contas, Chief Keef foi contratado pela Interscope Records, mas o rapper já possuia uma própria gravadora a Glory Boyz Entertainment (GBE). O contrato era para lançar o primeiro álbum de estúdio do rapper, e em 18 de dezembro de 2012 o álbum "Finally Rich" foi lançado e vendeu cerca de 250 mil cópias. O álbum tinha participações dos rappers 50 Cent, Wiz Khalifa, Young Jeezy, Rick Ross e Lil Reese. Em março de 2013 a revista XXL publicou um anúncio sobre o rapper, e no mesmo mês o rapper Gucci Mane, anunciou que Chief Keef é o nove membro da 1017 Brick Squad Records. No seu aniversário de 18 anos ele lançou o mixtape "Bang 2". Em outubro de 2014 ele saiu da Interscope Records e continuou gravando com sua gravadore GBE Records.

## Vida Pessoal
Keith teve sua primeira filha com apenas 16 anos, Kayden Kash Cozart. Tempos depois, uma mulher exigiu exame de DNA para saber se Cozart era pai da filha de 10 meses dela, o exame saiu e comprovou que Keef era sim o pai dela. Em setembro de 2014 ele anunciou o nascimento de seu terceiro filho, Krue Cozart. 

## Controvérsias
Chief Keef é muito criticado por pessoas que dizem que ele incentiva a violência, e inclusive muitos afirmam que ele está "destruindo a América". Em 2012 sua conta do Instagram foi excluída após o rapper postar uma foto enquanto fazia sexo com uma garota de programa. Chief Keef também foi acusado de matar um rapper do gangue rival Lil Jojo, postando no twitter "É triste porque o Jojo queria ser gangster como nós" rindo-se. Chief Keef é considerado um dos rappers mais agressivos de sempre, tendo sido preso pela primeira vez aos 15 anos, tendo já disparado contra um policial, teve problemas e brigas com membros de gangues rivais, teve vários problemas com a lei desde 2011 até 2018, já invadiu a casa de um produtor agredindo ele, e muito mais. 